# Csekefa
Csekefa (szlovénül: Čikečka vas, vendül Sečečka ves) szlovéniai magyarok által lakott falu Szlovéniában, Muravidéken, Pomurska régióban.  Közigazgatásilag Alsómaráchoz tartozik.

## Fekvése
Muraszombattól 14 km-re északkeletre a Vendvidéki-dombság (Goričko)  tájegységben a Kebele és Zsibe-patakok összefolyásánál a magyar határ közelében fekszik.

## Története
A települést még birtokként 1208-ban "terra Chef" néven említik először.
1364 karácsonyakor I. Lajos magyar király, másfelől Széchy Miklós és testvére, Domonkos erdélyi püspök szerződést kötöttek. Az 1364. december 25-én Csepel-szigeten kiállított királyi oklevél szerint a testvérek átengedik a királynak Éleskő várát, Miskolcot, tartozékaival, a Szent Péter és Pál apostolok tiszteletére létesült tapolcai apátság kegyuraságával együtt, a király pedig Felsőlendva várát adja a hozzátartozó 73 birtokkal. A birtokok közt az oklevél Csekefát is megemlíti "Chekefalua" alakban. Az 1366-os birtokbaadáskor kerületenként is felsorolják a várhoz tartozó birtokokat, ebben Csekefa "Chekefalua in districtu seu valle Lak Sancti Nicolai" alakban szerepel. 1407-ben "Chekefalua", 1432-ben "Thekefalva" alakban említik. Részben a felsőlendvai uradalom része, részben köznemesek birtoka volt.
A Széchy család fiági kihalása után 1687-ben Kéry Ferencné született felsőlendvai Széchy Julianna Muraszombattal és több más birtokkal együtt Csekefát is eladta a Szapáry családnak.
Vályi András szerint " CSEKEFA. Magyar falu Vas Vármegyében, földes Urai Gróf Szapáry, és Gróf Battyáni Uraságok, lakosai katolikusok, fekszik hegyek között Mor vize mellett, termésbéli tulajdonságaira nézve lásd Bokrányt, mellyhez néminéműképen hasonlít, harmadik Osztálybéli."
Fényes Elek szerint "Csekefa, vindus falu, Vas vármegyében, a muraszombati uradalomban, 20 kath., 50 evang. lak."
Vas vármegye monográfiája szerint " Csekefa, 55 házzal és 241 vegyes vallású magyar lakossal. Postája Prosznyákfa, távirója Csákány. Birtokos a gróf Szápáry-család."
1910-ben 251, túlnyomórészt magyar lakosa volt. A trianoni békeszerződésig Vas vármegye Muraszombati járásához tartozott, 1919-ben átmenetileg a de facto Mura Köztársaság része lett. Még ebben az évben a Szerb–Horvát–Szlovén Királysághoz csatolták, ami 1929-től Jugoszlávia nevet vette fel. 1941-ben átmeneti időre ismét Magyarországhoz tartozott, 1945 után visszakerült jugoszláv fennhatóság alá. 1991 óta a független Szlovénia része. Lakosságának száma egyre fogy. 2002-ben 95 lakosa volt.

## Nevezetességei
- A falu kápolnája a 20. század első felében épült neoromán stílusban.
- Kulturális emlék a 32. számú ház, mely a 20. század elején épült.